# 陳恩
陳恩（1470年—？年），字廷受，浙江衢州府西安縣人，明朝政治人物。

## 生平
治《易經》，弘治八年（1495年）由國子生中式乙卯科浙江鄉試第二十名舉人，正德三年（1508年）登戊辰科第三甲第二百五名進士。官中书舍人。

## 家族
曾祖陈善。祖父陈常。父陈起洪，县丞。母刘氏。永感下。行一，弟忠、懋。